# Điểm Quân
Điểm Quân (chữ Hán giản thể:点军区, Hán Việt: Điểm Quân khu) là một quận thuộc địa cấp thị Nghi Xương, tỉnh Hồ Bắc, Cộng hòa Nhân dân Trung Hoa. Quận này có diện tích 528,7 km2, dân số năm 2004 là 100.000 người. Về mặt hành chính, quận này được chia ra 1 nhai đạo (Điểm Quân), 2 trấn (Kiều Biên, Ai Gia), 2 hương (Liên Bằng, Thổ Thành).